# Гамільтон Тауншип (округ Маккін, Пенсільванія)
Гамільтон Тауншип (англ. Hamilton Township) — селище (англ. township) в США, в окрузі Маккін штату Пенсільванія. Населення — 549 осіб (2020).

## Демографія
Згідно з переписом 2010 року, у селищі мешкали 543 особи в 244 домогосподарствах у складі 155 родин. Було 607 помешкань
Расовий склад населення:
| - 99,1 % — білих - 0,2 % — чорних або афроамериканців |

До двох чи більше рас належало 0,7 %. Частка іспаномовних становила 0,0 % від усіх жителів.
За віковим діапазоном населення розподілялося таким чином: 18,0 % — особи молодші 18 років, 64,0 % — особи у віці 18—64 років, 18,0 % — особи у віці 65 років та старші. Медіана віку мешканця становила 47,2 року. На 100 осіб жіночої статі у селищі припадало 104,9 чоловіків;  на 100 жінок у віці від 18 років та старших — 103,2 чоловіків також старших 18 років.
Середній дохід на одне домашнє господарство  становив 52 758 доларів США (медіана — 44 167), а середній дохід на одну сім'ю — 54 631 долар (медіана — 46 667). Медіана доходів становила 40 865 доларів для чоловіків та 32 031 долар для жінок. За межею бідності перебувало 15,5 % осіб, у тому числі 31,7 % дітей у віці до 18 років та 3,9 % осіб у віці 65 років та старших.
Цивільне працевлаштоване населення становило 263 особи. Основні галузі зайнятості: виробництво — 32,3 %, освіта, охорона здоров'я та соціальна допомога — 23,6 %, сільське господарство, лісництво, риболовля — 11,0 %, транспорт — 6,5 %.